# Stemma di Barbados
Lo stemma di Barbados fu adottato il 14 febbraio 1966.

## Descrizione
Lo stemma è composto da uno scudo sorretto da un pellicano e una lampuga. Sullo stemma sono raffigurati due fiori, si tratta di un simbolo di Barbados: la caesalpinia pulcherrima. Sotto i due fiori si trova un Ficus citrifolia. Lo scudo è sovrastato da un elmo e da una mano che stringe due canne da zucchero incrociate in modo da formare una Croce di Sant'Andrea.
In basso, in un cartiglio, si trova il motto di Barbados: Pride and Industry, in inglese Orgoglio e Operosità.